# Inventario público de glaciares de Chile 2022

Glaciares chilenos entre el río Aconcagua y el río Maipo.

Ubicación de los más conocidos glaciares de la cordillera Darwin dela Isla Grande de Tierra del Fuego según el inventario público. La gran mayoría de los glaciares no tiene nombre y son relativamente pequeños.

El Inventario Público de Glaciares de Chile del año 2022 (IPG2022_v1) corresponde al trabajo desarrollado entre los años 2018 y 2022 por la Unidad de Glaciología y Nieves (UGN) de la Dirección General de Aguas del Ministerio de Obras Públicas de Chile de acuerdo a lo estipulado en la Estrategia Nacional de Glaciares de Chile y refundado por la reforma al Código de Aguas de Chile que le ordena mantener y operar una red de monitoreo e inventario de glariares existentes así como hacer públicas sus informaciones.
Este inventario corresponde a una actualización de la primera versión del Inventario Público de Glaciares de Chile publicada el año 2014 (IPG2014_v1).
El Inventario Público de Glaciares de Chile del año 2022 (IPG2022_v1) fue publicado mediante la Resolución D.G.A. EXENTA N° 1135, del 16 de mayo de 2022.

## Documentos y contenido

Glaciares en el Campo de Hielo Norte. Los del lado oriente descargan sus aguas finalmente en el río Baker. Los del lado poniente lo hacen a través de varias cuencas, como la del río Témpanos, río Exploradores, río Huemules (Steffen), etc.

Glaciares en el Campo de Hielo Sur.

El Inventario Público de Glaciares se compone de los siguientes elementos:
1. Un archivo de formato shapefile que contiene la información geoespacial de los glaciares: ubicación y forma sobre el territorio nacional.
2. Un archivo con formato de hojas de cálculo xlsx con una línea para cada glaciar y 41 columnas que dan la información existente sobre el, entre ellas nombre, latitud, longitud, área, cuenca hidrográfica, tipo de glaciar, región, provincia, comuna, volumen de hielo, volumen de agua, fórmula con que se estiman estos dos últimos, etc.
3. Una minuta metodológica explicativa del procediminto seguido para obtener los datos[7]
4. otros documentos administrativos referentes al inventario
5. otros documentos en formato CPG, dbf, prj, sbn, sbx, xml, shx.

## Definiciones
En la Resolución D.G.A. EXENTA N° 698, del 8 de abril de 2022 se establecen los campos obligatorios y secundarios de información que debe poseeer el IPG2022 para cada uno de los glaciares individualizados en el catastro. Corresponden a 41 campos (columnas) en total que se definen en la tabla de atributos del archivo correspondiente al inventario de glaciares. Del total, 20 de estos campos corresponden a campos obligatorios y los otros 21 corresponden a campos opcionales:
|    | Campo        | Descripción | Unidad    |
| -- | ------------ | --- | --------- |
| 1  | SHAPE        | Tipo de vector utilizado (polígono) | texto     |
| 2  | COD_GLA      | Código del glaciar definido según normas UNESCO/WGI (United Nations Educational, Scientific and Cultural Organization/World Glacier Inventory) | Texto     |
| 3  | NOMBRE       | Nombre del glaciar con las abreviaciones: - HPN = hielo patagónico norte - HPS = hielo patagónico sur - S/N = glaciar no tiene nombre | texto     |
| 4  | CLASIFICA    | Clasificación primaria del glaciar según normas UNESCO/WGI: - glaciar de montaña es el que está ubicado en la ladera de una montaña, con un área mayor o igual a 25 hectáreas; - glaciarete es un glaciar menor a 25 hectáreas; - glaciar de valle es aquel cuyo cuerpo principal se ubica en un valle, con un área mayor o igual a 25 hectáreas; - glaciar efluente es uno que drena desde un campo de hielo y tiene un área mayor o igual a 25 hectáreas; - glaciar rocoso es el que tiene una cobertura total o casi total de rocas, independiente de su tamaño. | texto     |
| 5  | ÁREA_KM2     | Área total de hielo glaciar excluyendo afloramientos rocosos (nunataks) | km²       |
| 6  | REGIÓN       | Nombre de la región donde se sitúa el glaciar | texto     |
| 7  | PROVINCIA    | Nombre de la provincia donde se sitúa el glaciar | texto     |
| 8  | COMUNA       | Nombre de la comuna donde se sitúa el glaciar | texto     |
| 9  | DATUM        | Sistema de referencia geodésico | texto     |
| 10 | HUSO         | Zona UTM (Universal Transverse Mercator) en la que se sitúa el glaciar | texto     |
| 11 | NORTE_M      | Coordenada Norte UTM (centroide del polígono) | texto     |
| 12 | ESTE_M       | Coordenada Este UTM (centroide del polígono) | texto     |
| 13 | FUENTE_DIG   | Fuente digitalización (imagen satelital, foto aérea, ortofoto LiDAR, etc.) | texto     |
| 14 | FUENTE_FECHA | dd/mm/aaaa |           |
| 15 | INVENT_FECHA | Año de digitalización del polígono glaciar | 4 dígitos |
| 16 | NOM_CUEN     | Nombre del ítem (cuenca o cuencas) donde se sitúa el glaciar | texto     |
| 17 | COD_CUEN     | Código BNA (Banco Nacional de Aguas) del ítem (cuenca o cuencas) donde se sitúa el glaciar | número    |
| 18 | COD_SCUEN    | Código BNA de la subcuenca donde se sitúa el glaciar | número    |
| 19 | COD_SSCUEN   | Código BNA de la subsubcuenca donde se sitúa el glaciar | número    |
| 20 | MZONA_GLACI  | Macrozona glaciológica donde se sitúa el glaciar | Texto     |

Adicionalmente se incluyen los siguientes 21 complementarios, que tienen carácter de opcional:
|    | Campo        | Descripción                                                                                         | Unidad                                   |
| -- | ------------ | --------------------------------------------------------------------------------------------------- | ---------------------------------------- |
| 21 | CH_CASQ      | En el caso de que el glaciar forme parte de un campo de hielo o casquete de hielo                   | texto                                    |
| 22 | CUBIERTO     | En el caso de que el glaciar sea un glaciar cubierto                                                | texto                                    |
| 23 | LATITUD_°    | Coordenada geográfica (centroide del polígono)                                                      | Grados S (sur) en notación decimal       |
| 24 | LONGITUD_°   | Coordenada geográfica (centroide del polígono)                                                      | Grados O (oeste) en notación decimal     |
| 25 | PERÍMETRO_KM | Perímetro del polígono                                                                              | km                                       |
| 26 | ORIENTA      | Orientación principal del glaciar                                                                   | N, NE, E, SE, S, SO, O, NO               |
| 27 | HMEDIA_M     | Altitud media del glaciar                                                                           | m s.n.m.                                 |
| 28 | HMAX_M       | Altitud máxima del glaciar                                                                          | m s. n. m.                               |
| 29 | HMIN_M       | Altitud mínima del glaciar                                                                          | m s. n. m.                               |
| 30 | PENDIENTE_°  | Pendiente media del glaciar                                                                         | Grados sexagesimales en notación decimal |
| 31 | ESP_MED_M    | Espesor medio del glaciar                                                                           | m                                        |
| 32 | F_ESP_MED    | Fuente espesor medio (referencia a fórmula o estudio específico)                                    | texto                                    |
| 33 | VOL_KM3      | Volumen estimado del glaciar                                                                        | km³                                      |
| 34 | EQ_AGUA_KM3  | Equivalente en agua estimado del glaciar                                                            | km³                                      |
| 35 | WGI_1        | Clasificación primaria del glaciar según normas UNESCO/WGI (tipo de glaciar)                        | número                                   |
| 36 | WGI_2        | Clasificación secundaria del glaciar según normas UNESCO/WGI (forma del glaciar)                    | número                                   |
| 37 | WGI_3        | Clasificación terciaria del glaciar según normas UNESCO/WGI (característica morfológica del frente) | número                                   |
| 38 | FRENTE_TER   | Clasificación de la superficie proglacial (lago, fiordo o terrestre)                                | texto                                    |
| 39 | RESOL_IMG_M  | Resolución espacial de la imagen satelital o de la fuente utilizada                                 | m                                        |
| 40 | ERROR_KM2    | Estimación del error del área digitalizada                                                          | km²                                      |
| 41 | OBSERVA      | Observaciones                                                                                       | texto                                    |

## Totales
Nuevos (o hasta ahora desconocidos) glaciares aparecen en el inventario, si la superficie de hielo es superior a 1 hectárea, también según normativa UNESCO. Sin embargo, glaciares que ya estaban en el inventario permanecen enlistados si su área es mayor a 0,1 hectárea.
Se registraron 26.169 glaciares con un área de 21.009,8 km², esto representa al 2,8% del territorio nacional (excluyendo la Antártica chilena), con un volumen de hielo estimado de 2.710,7 km³ y su equivalente en agua en 2.301,5 km³.
En general, con respecto al inventario de 2014, se ha observado un aumento en el número de glaciares, pero una disminución en el área total.

## Cantidad de glaciares en cada ítem del inventario de cuencas
La siguiente lista contiene el número de glaciares en cada ítem (cuenca o cuencas) del Banco Nacional de Aguas Chile (BNA). Además se agrega el área cubierta en cada ítem y el volumen estimado de agua almacenado en el hielo. Ha sido computada desde el inventario sumando los valores asociados a cada ítem.
| Código de cuenca (Banco Nacional de Aguas, BNA) | Nombre de cuenca                                                         | Cantidad de glaciares | Área cubierta [km²] | Volumen estimado de agua [km³] |
| ----------------------------------------------- | ------------------------------------------------------------------------ | --------------------- | ------------------- | ------------------------------ |
| 010                                             | ALTIPLÁNICAS                                                             | 215                   | 24,42               | 0,29                           |
| 012                                             | RÍO LLUTA                                                                | 79                    | 7,07                | 0,06                           |
| 013                                             | RÍO SAN JOSÉ                                                             | 63                    | 3,86                | 0,03                           |
| 014                                             | COSTERAS R. SAN JOSÉ-Q.CAMARONES                                         | 7                     | 0,54                | 0,00                           |
| 015                                             | Q. RÍO CAMARONES                                                         | 26                    | 4,98                | 0,06                           |
| 016                                             | COSTERAS R.CAMARONES-PAMPA DEL TAMARUGAL                                 | 26                    | 3,16                | 0,03                           |
| 017                                             | PAMPA DEL TAMARUGAL                                                      | 29                    | 1,98                | 0,02                           |
| 020                                             | FRONTERIZAS SALAR MICHINCHA-R.LOA                                        | 3                     | 0,07                | 0,00                           |
| 021                                             | RÍO LOA                                                                  | 104                   | 8,40                | 0,07                           |
| 023                                             | FRONTERIZAS SALARES ATACAMA-SOCOMPA                                      | 8                     | 0,29                | 0,00                           |
| 024                                             | ENDORREICA ENTRE FRONTERIZAS Y SALAR ATACAMA                             | 8                     | 0,14                | 0,00                           |
| 025                                             | SALAR DE ATACAMA                                                         | 19                    | 1,80                | 0,01                           |
| 026                                             | ENDORREICAS SALAR ATACAMA-VERTIENTE PACÍFICO                             | 8                     | 1,00                | 0,02                           |
| 030                                             | ENDORREICAS ENTRE FRONTERA Y VERTIENTE DEL PACÍFICO                      | 254                   | 19,28               | 0,26                           |
| 034                                             | RÍO COPIAPÓ                                                              | 230                   | 37,27               | 0,72                           |
| 038                                             | RÍO HUASCO                                                               | 418                   | 37,46               | 0,41                           |
| 043                                             | RÍO ELQUI                                                                | 361                   | 40,51               | 0,44                           |
| 045                                             | RÍO LIMARÍ                                                               | 299                   | 28,17               | 0,30                           |
| 047                                             | RÍO CHOAPA                                                               | 199                   | 13,37               | 0,10                           |
| 051                                             | RÍO PETORCA                                                              | 2                     | 0,06                | 0,00                           |
| 052                                             | RÍO LIGUA                                                                | 7                     | 0,31                | 0,00                           |
| 054                                             | RÍO ACONCAGUA                                                            | 757                   | 161,63              | 3,86                           |
| 057                                             | RÍO MAIPO                                                                | 1264                  | 450,84              | 14,05                          |
| 060                                             | RÍO RAPEL                                                                | 754                   | 269,00              | 10,77                          |
| 071                                             | RÍO MATAQUITO                                                            | 72                    | 11,22               | 0,22                           |
| 073                                             | RÍO MAULE                                                                | 218                   | 17,58               | 0,28                           |
| 081                                             | RÍO ITATA                                                                | 44                    | 1,90                | 0,03                           |
| 083                                             | RÍO BIO-BIO                                                              | 148                   | 25,01               | 0,68                           |
| 091                                             | RÍO IMPERIAL                                                             | 31                    | 7,46                | 0,21                           |
| 094                                             | RÍO TOLTÉN                                                               | 64                    | 38,07               | 1,55                           |
| 101                                             | RÍO VALDIVIA                                                             | 34                    | 19,43               | 0,69                           |
| 103                                             | RÍO BUENO                                                                | 40                    | 11,21               | 0,45                           |
| 104                                             | CUENCAS E ISLAS ENTRE R.BUENO Y R. PUELO                                 | 50                    | 46,36               | 2,05                           |
| 105                                             | RÍO PUELO                                                                | 538                   | 95,89               | 2,35                           |
| 106                                             | COSTERAS ENTRE R.PUELO Y R.YELCHO                                        | 834                   | 165,83              | 4,86                           |
| 107                                             | RÍO YELCHO                                                               | 718                   | 116,09              | 3,53                           |
| 108                                             | COSTERAS ENTRE R.YELCHO Y LÍMITE REGIÓNAL                                | 230                   | 91,05               | 3,06                           |
| 110                                             | RÍO PALENA Y COSTERAS LÍMITE DÉCIMA REGIÓN                               | 1221                  | 202,01              | 5,78                           |
| 111                                             | COSTERAS E ISLAS ENTRE R.PALENA Y R.AYSÉN                                | 968                   | 259,66              | 9,79                           |
| 113                                             | RÍO AYSÉN                                                                | 805                   | 100,31              | 2,12                           |
| 114                                             | COSTERAS E ISLAS ENTRE R AYSÉN Y R BAKER Y CANAL MARTÍNEZ                | 1213                  | 3301,28             | 614,46                         |
| 115                                             | RÍO BAKER                                                                | 4213                  | 1927,21             | 136,34                         |
| 116                                             | COSTERAS E ISLAS ENTRE R. BAKER Y R. PASCUA                              | 998                   | 213,30              | 8,09                           |
| 117                                             | RÍO PASCUA                                                               | 1178                  | 1763,06             | 291,64                         |
| 118                                             | COSTERAS ENTRE R. PASCUA LÍMITE REGIÓN. ARCHIPIÉLAGO GUAYECO             | 356                   | 1053,61             | 170,79                         |
| 120                                             | COSTERAS ENTRE LÍMITE REGIÓN Y SENO ANDREW                               | 1200                  | 4106,29             | 741,27                         |
| 121                                             | ISLAS ENTRE LÍMITE REGIÓN Y CANAL ANCHO Y ESTRECHO DE LA CONCEPCIÓN      | 536                   | 43,68               | 0,67                           |
| 122                                             | COSTERAS ENTRE SENO ANDREW Y R. HOLLEMBERG E ISLAS AL ORIENTE            | 1440                  | 2427,33             | 277,35                         |
| 123                                             | ISLAS ENTRE CANALES CONCEPCIÓN, SARMIENTO Y E. DE MAGALLANES             | 35                    | 1,17                | 0,01                           |
| 124                                             | COSTERAS E ISLAS ENTRE R HOLLEMBERG, GOLFO ALTE. LAGUNA BLANCA           | 1091                  | 458,97              | 21,59                          |
| 125                                             | COSTERAS ENTRE LAG. BLANCA(INC), SENO OTWAY, CANAL JERÓNIMO Y MAGALLANES | 128                   | 7,00                | 0,09                           |
| 126                                             | VERTIENTE DEL ATLÁNTICO                                                  | 24                    | 286,99              | 29,26                          |
| 127                                             | ISLAS AL SUR ESTRECHO DE MAGALLANES                                      | 384                   | 260,52              | 13,63                          |
| 128                                             | TIERRA DEL FUEGO                                                         | 1480                  | 2480,46             | 180,94                         |
| 129                                             | ISLAS AL SUR DEL CANAL BEAGLE Y TERRITORIO ANTÁRTICO                     | 738                   | 354,20              | 16,99                          |